# Ficus botryoides
Ficus botryoides är en mullbärsväxtart som beskrevs av John Gilbert Baker. Ficus botryoides ingår i släktet fikonsläktet, och familjen mullbärsväxter. Inga underarter finns listade i Catalogue of Life.